# Luminosidad (color)

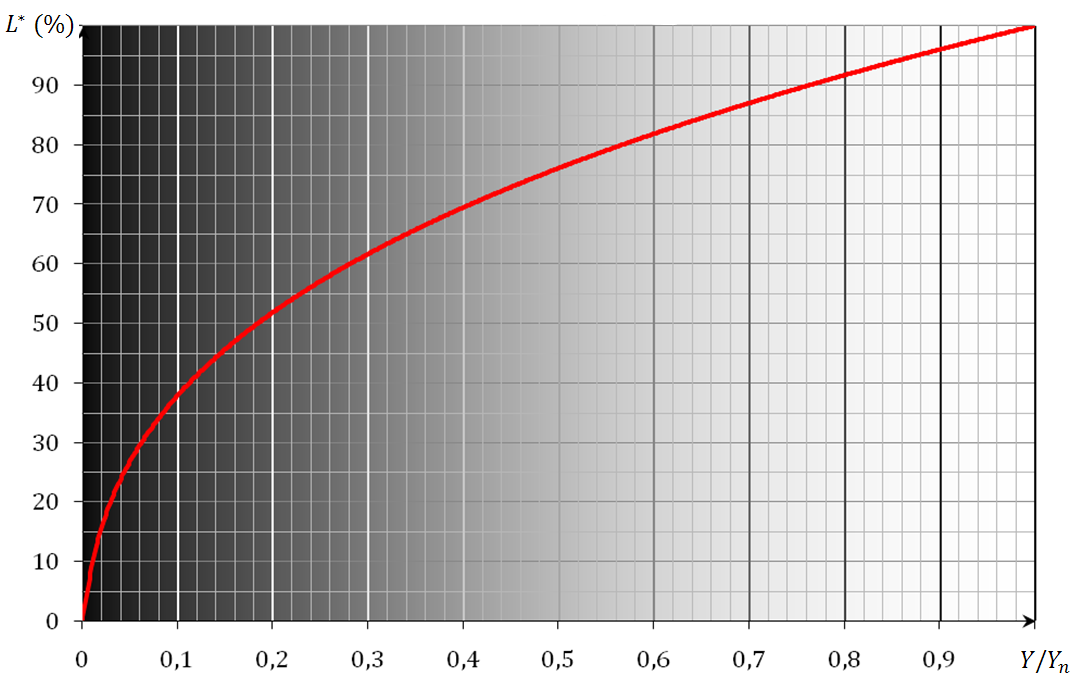
Claridad CIE en función de la luminancia

La luminosidad, también llamada claridad, es una propiedad de los colores. Ella da una indicación sobre el aspecto luminoso del color estudiado: cuanto más oscuro es el color, la luminosidad es más débil. Este término se asocia a veces con el concepto de valor, luminancia, luz.
La definición utilizada en la fotometría y colorimetría describe la percepción no lineal que tenemos de la cantidad de luz recibida. A menudo se define a partir de la luminancia de la fuente estudiada.
La luminosidad se utiliza en colorimetría para definir ciertos sistemas colorimétricos llamados sistemas cromáticos uniformes tales como CIE LUV, CIE L*a*b*, y otros.

## Notación nominal descriptiva
Un color puede ser calificado de acuerdo con su luminosidad. En el siguiente ejemplo se pueden observar las adjetivizaciones siguientes:
| {\displaystyle 100\%} : | blanco |

| {\displaystyle 90\%} : | blanquecino |

| {\displaystyle 80\%} : | muy claro |

| {\displaystyle 70\%} : | claro |

| {\displaystyle 60\%} : | semiclaro |

| {\displaystyle 50\%} : | medio |

| 40%: | semioscuro |

| 30%: | oscuro |

| 20%: | muy oscuro |

| 10%: | negruzco |

| 0% : | negro |

## Definición CIE 1976
La  CIE definió la luminosidad, L*, también llamada claridad, en este caso, a partir de la luminancia Y del color, expresada en  candelas por metro cuadrado (cd.m-2), en relación con la luminancia {\displaystyle Y_{n}} del [color] blanco tomado como referencia. La luminosidad toma en este caso un valor entre 0 y 100:
| {\displaystyle L^{\star }=116f(Y/Y_{n})-16,} | {\displaystyle {\text{donde}}\mathrm {~} f(t)={\begin{cases}t^{1/3}&{\mbox{si }}t>({\frac {6}{29}})^{3},\\{\frac {1}{3}}\left({\frac {29}{6}}\right)^{2}t+{\frac {4}{29}}&{\mbox{en otro caso}}.\end{cases}}} |  |
Escrito de una manera más legible se tiene:
{\displaystyle L^{\star }={\begin{cases}116\cdot \left({\dfrac {Y}{Y_{n}}}\right)^{1/3}-16&{\mbox{si }}{\dfrac {Y}{Y_{n}}}>\left({\dfrac {6}{29}}\right)^{3}=0,008856,\\116\cdot {\dfrac {1}{3}}\cdot \left({\dfrac {29}{6}}\right)^{2}\cdot {\dfrac {Y}{Y_{n}}}=903,3\cdot {\dfrac {Y}{Y_{n}}}&{\mbox{en otro caso}}.\end{cases}}}

### Explicación
La función {\displaystyle f(t)} está definida de manera diferente sobre dos intervalos para evitar una derivada infinita para {\displaystyle t=0}. La función {\displaystyle f(t)} es lineal por debajo del valor {\displaystyle t=t_{0}} : {\displaystyle f(t)=a.t+b}. Para asegurar que {\displaystyle L^{*}=0} si {\displaystyle Y=0}, es necesario que {\displaystyle b=16/116=4/29}. En seguida, la continuidad de la función {\displaystyle f(t)} y de su derivada son asegurados para este valor {\displaystyle t=t_{0}} :
| {\displaystyle t_{0}^{1/3}=at_{0}+b,}                | {\displaystyle f(t_{0}^{-})=f(t_{0}^{+})~;}  |  |
| {\displaystyle {\tfrac {1}{3}}\cdot t_{0}^{-2/3}=a,} | {\displaystyle f'(t_{0}^{-})=f'(t_{0}^{+}).} |  |
Así se tiene :
{\displaystyle t_{0}^{1/3}={\tfrac {1}{3}}\cdot t_{0}^{-2/3}\cdot t_{0}+{\tfrac {4}{29}}\Leftrightarrow t_{0}^{1/3}={\tfrac {6}{29}}\Rightarrow a={\tfrac {1}{3}}({\tfrac {29}{6}})^{2}.}
En el caso de las fuentes primarias, el blanco de referencia es el blanco (generalmente el iluminante D65) más luminoso que puede producir la fuente (televisor, proyector,...). En el caso de las fuentes secundarias, se las compara con el óxido de magnesio (MgO) que tiene un factor de reflectancia del 97,5 %.
Un gris con una reflectancia del 18 % (desde el punto de vista fotométrico así como desde el punto de vista energético o radiométrico) tendrá una luminosidad de alrededor del 50 %.
| 0 | 10 % | 20 % | 30 % | 40 % | 50 % | 60 % | 70 % | 80 % | 90 % | 100 % |